# Granatnik RWGŁ-1
Ręczna Wyrzutnia Granatów Łzawiących  (RWGŁ) – policyjny granatnik nasadkowy skonstruowany w latach 60.
RWGŁ był przeznaczony do miotania granatów łzawiących UGŁ-200. Granaty były miotane przez gazy prochowe ślepego naboju  7,62 mm wz. 43. Zasilanie broni odbywało się z wymiennego magazynka pudełkowego o pojemności 5 naboi. Zamek czterotaktowy wzorowany był na zamku karabinu Mosin. Większość elementów broni była wykonywana technologią frezowania.
W drugiej połowie lat 70. opracowano następcę RWGŁ. Był to wprowadzony do uzbrojenia MO w 1978 roku RWGŁ-3.